# 2019 en Libye
Chronologie de la Libye
- 2015
- 2016
- 2017
- 2018
- 2019
- 2020
- 2021
- 2022
- 2023

Cet article traite des événements qui se sont produits durant l'année 2019 en Libye ou qui concernent ce pays.

## Événements
- 16 janvier : début de l'offensive du Fezzan lors de la deuxième guerre civile libyenne. Elle débute par une offensive de l'Armée nationale libyenne visant à prendre le contrôle du sud-ouest de la Libye.
- 13 février : fin de la bataille de Derna débutée le 7 mai 2018 lors de la deuxième guerre civile libyenne. À l'issue des combats, la ville de Derna, auparavant contrôlée par le Conseil de la Choura des moudjahidines de Derna, est prise par l'Armée nationale libyenne (ANL).
- Mars et avril 2019 : des élections locales ont eu lieu dans 20 municipalités de Libye. La Commission centrale libyenne des élections municipales visait un total d'élections dans 68 municipalités en 2019. Avec des difficultés à organiser des élections liées à la campagne de Libye occidentale de 2019-2020, les élections n'ont pas été achevées en 2019 ; elles se sont poursuivies en 2020 ; des élections dans au moins 30 conseils supplémentaires étaient prévues pour 2021.
- 25 juillet : une embarcation fait naufrage au large de la Libye. Au moins 110 personnes sont portées disparues mais le bilan pourrait être bien plus lourd. Il s'ajoute aux 426 personnes déjà disparues en mer Méditerranée entre janvier et juillet 2019.
- 5 août : frappe aérienne à Mourzouq, survenue le 5 août 2019 lorsqu'une frappe aérienne de drone menée par les forces de l'Armée nationale libyenne (ANL) a frappé la mairie de la ville de Mourzouq, dans le sud de la Libye, tuant 43 personnes et en blessant 60 autres[1].
- 19 décembre : le gouvernement d'union nationale active un accord de coopération avec la Turquie, permettant une éventuelle intervention militaire turque dans la deuxième guerre civile libyenne.
- 26 décembre : le président Turc Recep Tayyip Erdoğan annonce qu'il enverra des troupes en Libye pour aider le gouvernement d'accord national basé à Tripoli, reconnu internationalement, après avoir demandé un soutien. Il prévoit de soumettre sa motion à la Grande Assemblée nationale le 7 janvier 2020, pour approbation.

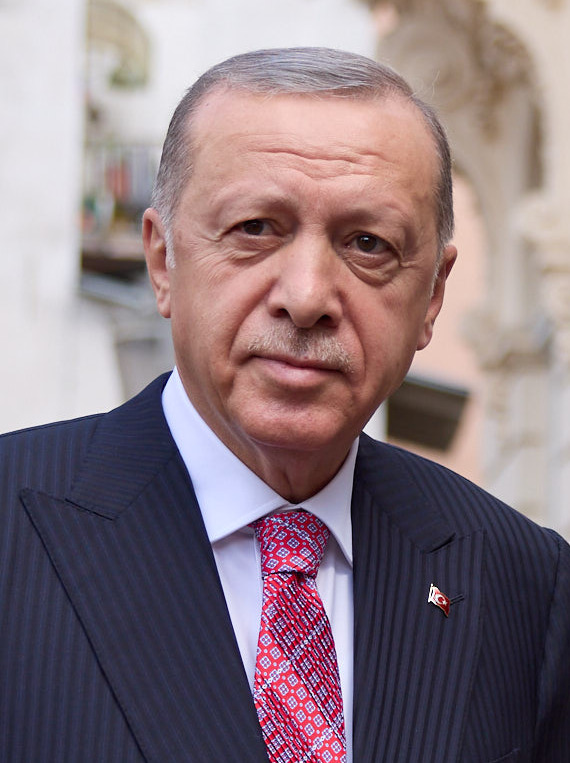
Recep Tayyip Erdogan.

## Sport
- La saison 2018-2019 du Championnat de Libye de football est la quarante-septième édition du championnat de première division libyenne. Vingt-quatre clubs prennent part au championnat organisé par la fédération. Les équipes sont réparties en deux poules de douze où elles rencontrent leurs adversaires deux fois au cours de la saison. À l'issue du premier tour, les deux premiers de chaque groupe s'affrontent pour déterminer les qualifiés pour la Ligue des champions et pour la Coupe de la confédération. À la fin des rencontres de poules, les deux derniers de chaque poule sont relégués.